# Mesocricetus brandti
Mesocricetus brandti là một loài động vật có vú trong họ Cricetidae, bộ Gặm nhấm. Loài này được Nehring mô tả năm 1898.